# 1876 ve fotografii

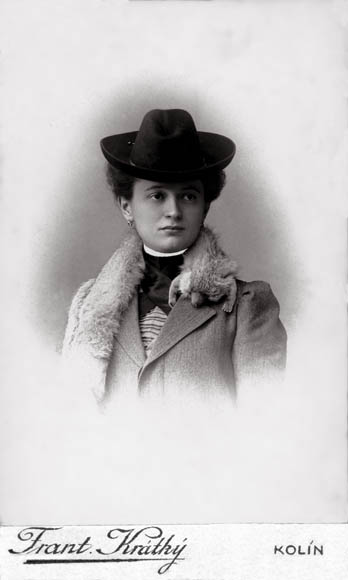
Dne 19. března se narodila česká fotografka Bohumila Bloudilová

Tento článek obsahuje významné fotografické události v roce 1876.

## Události
- Ferdinand Hurter a Vero Charles Driffield začali systematicky pozorovat vlastnosti a určovali charakteristické citlivosti fotografické emulze – položili základy denzitometrie a senzitometrie (1890).
- Od tohoto roku se na podnět Pierra Janssena z observatoře v Meudonu u Paříže provádělo systematické fotografování Slunce a album 6000 fotografií vyšlo roku 1904.

## Narození v roce 1876
- 12. února – Hermann Schieberth, rakouský fotograf († červen 1946)
- 19. února – Constantin Brâncuși, rumunský sochař a fotograf († 16. března 1957)
- 22. února – Eivind Enger, norský fotograf († 1954)
- 19. března – Bohumila Bloudilová, česká fotografka († 11. srpna 1946)
- 5. března – Édouard Belin, švýcarský fotograf a vynálezce († 4. března 1963)
- 17. července – Melvin Ormond Hammond, kanadský fotograf († 1934)
- 27. července – Margaret L. Bodine, americká fotografka († 24. listopadu 1960)
- 9. srpna – William Lovell Finley, americký fotograf divoké přírody († 29. června 1953)
- 3. září – Olive Edis, anglický fotograf († 1955)
- 11. října – Käthe Buchlerová, německá fotografka, během 1. sv. války zaznamenávala život v Braunschweigu, válečné úsilí, osiřelé děti a raněné vojáky († 14. září 1930)
- 6. října – Jan Bułhak, polský fotograf, etnograf a folklorista († 4. února 1950)
- 26. října – Fred Hartsook, americký fotograf († 30. září 1930)
- 15. listopadu – Takuma Kadžiwara, americký umělec japonského původu, který byl považován za jednoho ze sedmi největších fotografů ve Spojených státech († 11. března 1960)
- 17. listopadu – August Sander, německý fotograf († 20. dubna 1964)
- 26. listopadu – Marcel Rol, francouzský sportovní a novinářský fotograf († 17. září 1905)
- ? – Byron Harmon, americký průkopnický fotograf kanadských Skalistých hor († 1942)
- ? – Mayme Gerhard, americká fotografka jedna ze sester Gerhardových († 1955)
- ? – Margaret Hallová, americká dobrovolnice pracující pro Červený kříž během první světové války a dokumentární fotografka, která pořizovala snímky konfliktu († 1963)
- ? – Luis S. Ugarte, peruánský fotograf, který provozoval svůj fotografický ateliér ve městě Lima (22. října 1876 – 16. prosince 1948)
- ? – Charles Kroehle, německý fotograf působící v Peru (1876–1902?)

## Úmrtí v roce 1876
- 24. ledna – Rudolph Striegler, dánský fotograf (* 1816)
- 12. května – Louis-Auguste Bisson, francouzský fotograf (* 21. dubna 1814)
- ? – Mads Alstrup, první dánský portrétní fotograf (* 1808)